# Omari Forson
Omari Forson, né le 20 juillet 2004 à Hammersmith (Grand Londres), est un footballeur professionnel anglais qui joue au poste de milieu offensif ou d'ailier à l'AC Monza.

## Biographie
Omari Forson naît dans la grande banlieue de Londres, au Royaume-Uni. Ses deux parents sont ghanéens.

### Carrière en club

#### Manchester United
Après avoir commencé le football au sein des académies de deux clubs de Londres, West Ham United et Tottenham Hotspur, Forson rejoint Manchester United en janvier 2019. Malgré un intérêt d'Arsenal, il décide de rester à Manchester, signant un accord avec le club en 2020. La même année, à l'âge de seize ans, il est promu dans l'équipe des moins de 18 ans, où il joue en tant qu'ailier droit. En août 2021, il signe son premier contrat professionnel avec le club,.
En pré-saison 2023-2024, Forson est pour la première fois inclus dans l'équipe senior de Manchester United, se rendant à Oslo, en Norvège, où il participe à une victoire amicale 2-0 contre Leeds United. Disputant toute la première mi-temps sur l'aile gauche, il impressionne par sa capacité à aller au contact et est qualifié de « menace constante ». Il prend ensuite part à la tournée de Manchester United aux États-Unis et, après avoir été nommé titulaire pour un match amical face au Borussia Dortmund, est remplacé par son entraîneur Erik ten Hag après seulement 37 minutes. Ce changement eu lieu directement après une échauffourée avec l'ailier de Dortmund Karim Adeyemi, pour laquelle les deux joueurs ont reçu un carton jaune. Après le match, Ten Hag justifie son choix en expliquant que si la VAR avait été utilisée pendant ce match, Forson aurait pu être directement expulsé.
Omari Forson fait ses débuts en match officiel avec l'équipe première le 8 janvier 2024, à l'occasion d'une victoire 2-0 à l'extérieur contre le Wigan Athletic en FA Cup. Trois semaines plus tard, il fait ses débuts en Premier League en tant que remplaçant lors d'une victoire 4-3 à l'extérieur face à Wolverhampton, rencontre au cours de laquelle il délivre une passe décisive pour le but victorieux de Kobbie Mainoo en fin de match. Son contrat expirant à la fin de la saison 2023-2024, Forson est nommé dans la liste des joueurs retenus par le club pour 2024-2025 et se voit proposer un nouveau contrat.

#### AC Monza
Le 11 juin 2024, peu avant l'expiration de son contrat avec Manchester United et malgré la proposition du club mancunien, Omari Forson accepte de rejoindre l'équipe de Monza, club de Série A, dans le cadre d'un transfert libre. Il y signe un contrat de quatre ans, expirant en juin 2028. Le 22 septembre, il dispute ses premières minutes dans le championnat italien en entrant en jeu face à Bologne (défaite 1-2).

### Carrière internationale
Forson est éligible pour représenter l'Angleterre ou le Ghana au niveau international. Dès 2019, il joue avec l'équipe d'Angleterre des moins de 15 ans. En 2022, il rejoint l'équipe des moins de 19 ans avec qui il dispute les éliminatoires de l'Euro des moins de 19 ans et marque deux buts. En octobre 2023, il fait ses débuts en équipe des moins de 20 ans.